# EUSO計画
EUSO計画（ユーゾけいかく、英: Extreme Universe Space Observatory）は、超高エネルギー(E > 5×1019 eV)宇宙線を衛星軌道から観測する宇宙ミッションである。地球大気を検出器の一部として用いて宇宙線が大気中を通過した時にできる蛍光近紫外線の軌跡を望遠鏡で観測する。このエネルギーでは荷電粒子であっても宇宙空間中の磁場でほとんど方向を変えないため宇宙線の到来方向に発生源が存在すると考えられる。

## 概要
地上を見下ろす約400Km上空にある国際宇宙ステーション(ISS)または衛星に取り付けられた広視野望遠鏡を用いて地上を見下ろし、極限エネルギー宇宙線（おおよそ10の20乗電子ボルトの荷電粒子）が大気の原子核と衝突することによって生じる空気シャワーからの蛍光やチェレンコフ光を近紫外線領域(300nm-400nm)で捉える望遠鏡計画のことである。
高エネルギー宇宙線の頻度は、10の20乗電子ボルトになると非常に頻度が低いため、広い視野を観測しないと観測が難しい。その頻度は、100平方キロメートル・1年当たりおおよそ1個である。地上装置で観測を行うとすれば、広い範囲に宇宙線観測装置を設置しなければならない。しかしながら、宇宙からであれば、地上装置よりもはるかに広範囲を観測可能となるため、計画が国際協力で進められている。

## 計画

### EUSO
EUSOはペイロードを国際宇宙ステーションのコロンバスモジュール暴露部にとりつけるヨーロッパ宇宙機関(ESA)のミッションとして推進され、フェーズA(概念設計)を
終えた。しかし、欧州宇宙機関の予算等の都合で、継続しないことが決まり日本実験棟「きぼう」(JEM)暴露部にペイロードを取り付けるミッションとして再構成された(JEM-EUSO)。

### JEM-EUSO
JEM-EUSO(Extreme Universe Space Observatory onboard the Japanese Experiment Module)は理研とJAXAが中心となり16カ国95研究機関からの研究者により推進された。観測装置は3枚のフレネルレンズとマルチアノード型光電子増倍管を用いた光検出モジュール(48x48画素)を137台配置した焦点面検出器からなり、宇宙線空気シャワーによる蛍光の軌跡を2.5マイクロ秒間隔で撮像する。大きさは2.65m直径であるが、宇宙ステーション補給機「こうのとり」（HTV）で運べるように最小直径が1.9mになるよう切り取られている。2013年末にJAXAはJEM-EUSOを推進する中心宇宙機関としての立場をとらないことを表明した。現在、JEM-EUSO(Joint Experiment Missions for Extreme Universe Space Observatory)として極限エネルギー宇宙線観測のための宇宙ミッションの実現に向けて研究を推進している。

## JEM-EUSOプログラムのミッション

### EUSO-TA
2013年にアメリカ合衆国、ユタ州、ブラックロックメサにあるテレスコープアレイ実験の観測サイトにEUSOの技術を用いて作られた1m口径のプロトタイプ望遠鏡を設置した。望遠鏡は2枚のフレネルレンズと1台の光検出モジュール(48x48画素)からなる。この望遠鏡で極限エネルギー宇宙線や流星などを検出している。

### EUSO-Balloon
上空からの極限エネルギー宇宙線観測を目指して2014年にカナダのティミンズから気球を放球し5時間の観測を行った。観測装置はEUSO-TAと同様、1m口径のフレネルレンズ２枚と48x48画素の光検出モジュール１台からなる。レーザーで模擬した宇宙線イベントを観測した。

### TUS(Tracking Ultraviolet Setup)
2016年にロモノソフ衛星に載せて打ち上げられたロシアの極限エネルギー宇宙線観測のためのパスファインダーミッション。当初、EUSOプログラムには入っていなかったが現在はJEM-EUSOプログラムの中の１ミッションとなっている。

### EUSO-SPB(EUSO Super Pressure Balloon)
NASAのスーパープレッシャー気球に搭載して2017年4月にニュージーランドのワナカから打ち上げられた。観測装置はEUSO-Balloonと同様、1m口径のフレネルレンズ２枚と光検出モジュール１台からなる。100日以上の観測を目指したが、気球に漏れが生じたため12日間で終了した。
EUSO-SPB2号機の打ち上げを2023年に予定している。

### Mini-EUSO
国際宇宙ステーションのロシアモジュールの窓を通して夜間地球上で起こる紫外線発光を観測するイタリアとロシアの合同ミッション。極限エネルギー宇宙線の宇宙からの観測に必要な紫外線背景光の全球マップを取得する。その他に極限層雷発光など地球上、上空で起こる様々な紫外線発光の観測を行う。2019年8月22日にソユーズに載せて打ち上げられた。

### K-EUSO(KLYPVE-EUSO, KLYPVEはロシア語で極限エネルギー宇宙線の略語である)
当初ロシアが提案していた国際宇宙ステーションから極限エネルギー宇宙線を観測するミッションKLYPVEにEUSOプログラムで開発されたレンズ技術、焦点面検出器技術を
取り入れて性能を向上させた望遠鏡を使ったロシア宇宙機関のミッション。2025年頃に打ち上げを予定している。

### POEMMA(Probe Of Multi-Messenger Astrophysics)
独立衛星２機により地球大気中で起こる極限エネルギー宇宙線や極限エネルギー宇宙ニュートリノの発光をステレオ観測するミッション。現在NASAのサポートを受けて概念設計を行っている。

### 学問
- 物理学
  - 高エネルギー物理学
- 天文学
  - 高エネルギー天文学

### 装置
- 宇宙望遠鏡

### 計画推進
- 宇宙航空研究開発機構
- アメリカ航空宇宙局
- 理化学研究所
- 欧州宇宙機関